# Jüdischer Friedhof (Alpen)
Der Jüdische Friedhof in der Gemeinde Alpen im Kreis Wesel (Nordrhein-Westfalen) liegt an der Ulrichstraße. Er ist weitgehend erhalten.

## Geschichte
Der erste nachgewiesene jüdische Gläubige in Alpen war David Abraham, er zog bereits 1714 zu.
Mit Beginn der Religionsfreiheit in der Franzosenzeit lebten 17 jüdische Familien in Alpen. Der dortigen Synagogengemeinde waren seit 1858 auch die Gläubigen in Büderich, Rheinberg, Orsoy, Kamp, Vierquartieren, Hoerstgen und Rheurdt angeschlossen. Die Größe der Gemeinde belief sich 1806 auf 59, 1824 auf 53, 1885 auf 72 und 1932 auf noch 31 Personen. In der Nazi-Zeit wurden 13 Menschen deportiert und ermordet, 19 konnten emigrieren, eine Person „kam um“ (ohne nähere Erklärung) und nur 5 verstarben auf „normale“ Art und Weise. Eine Synagoge wird 1801 erstmals erwähnt, diese wurde bis zu ihrer Zerstörung 1938  während der Novemberpogrome benutzt.
Auf den etwa 400 Meter am nördlichen Ortsausgang von Alpen gelegenen Friedhof weist an der Ulrichstraße ein neues hölzernes Schild mit einer Menorah und zwei Davidsternen hin. Der Begräbnisplatz weist alten Baumbestand auf und ist von einer Hecke eingefasst. Ein künstlerisch gestaltetes Bronzetor wurde im Oktober 2012 von Metalldieben entwendet.
Noch sind 56 Grabsteine aus der Zeit von 1792 bis 1936 erhalten. Als letzter wurde Samuel Meyer aus Alpen 1939 hier bestattet.